# 로버트 엘리엇 스피어
로버트 엘리엇 스피어(Robert Elliott Speer, 1867년 - 1947년 11월 23일)는 펜실베이니아 헌팅톤에서 태어났다. 미국의 장로교 지도자이며 해외 선교부에서 영향력있는 활동을 하였으며 미국 프린스턴 신학교에 그의 이름으로 신학 도서관이 있었다. 지금은 다른 사람의 이름으로 바뀌게되었다. 프린스톤 신학교 시절 아서 태펀 피어선 박사로부터 크게 영향을 받았다. 1896-97년 인도, 중국, 한국을 방문하였다. 피어선 기념성경학교(현 평택대학교) 증축식에 참가하였다. 1930년대 반 자유주의, 반 근대주의 논쟁시에 그는 웨스트민스터 신학교의 메이천과는 반대적인 입장에 있었다.

## 저서들
- The Man Christ Jesus (1896)
- A Memorial of a True Life: Biography of H. M. Beaver (1898)
- The Man Paul (1900)
- Presbyterian Foreign Missions (1901)
- Missionary Principles and Practice (1902)
- The Principles of Jesus (1902)
- A Memorial of Horace Tracy Pitkin (1903)
- Young Man's Questions (1903)
- Missions and Modern History (two volumes, 1904)
- The Marks of a Man (1907)
- Christianity and the Nations (1910)
- The Light of the World (1911)
- South American Problems (1912)
- Studies of Missionary Leadership (1914)
- John's Gospel (1915)
- The Stuff of Manhood (1917)
- The Christian Man the Church and the War (1918)
- The Gospel and the New World (1919)
- A Missionary Pioneer in the Far East (1922)
- Seeking the Mind of Christ (1926)
- The Unity of the Americas (1926)
- Some Living Issues (1930)
- The Finality of Jesus Christ (1933)
- Five Minutes a Day (1943)
- George Bowen of Bombay (1938)

## 같이 보기
- 중국선교
- 중국선교사 목록
- 중국에서 기독교

## 내용주
1. ↑  Lefferts A. Loetscher (1974). 〈Speer, Robert Elliott〉. 《Dictionary of American Biography》. Supplement Four 1946-1950. New York: Charles Scribner's Sons.